# أسكليبياديس البيثيني
أسكليبياديس البيثيني أو أسكليبياديس البروسي، ولد الطّبيب اليوناني أسكليبياديس في مدينة بروسا الواقعة في منطقة بيثينيا في آسيا الصغرى (بورصة حالياً) غير أن تألّقه المهنيّ الحقيقيّ كان في روما. سعى أسكليبياديس لإنشاء نظريةٍ جديدةٍ حول مفهوم المرض، نظريّة ترتكز حول فكرة جريان الذرّات عبر مسامٍ في الجّسم. سعت خططه العلاجيّة إلى استعادة تناغم الجسم من خلال اللجوء إلى الخروج حيث الهواء النّظيف و الضّوء, إضافة إلى إتباع الحمية المناسبة و التمرين و الاستحمام و التدليك.

## الحياة
وُلد أسكليبياديس في مدينة بروسا في بيثينيا. كان كثير الأسفار منذ سنين شبابه، وعلى ما يبدو فقد استقر في روما بدايةً بصفة معلّم للبلاغة. لم يحالفه النجاح في هذه المهنة، إلا أن صيته قد ذاع عندما عمل طبيباً. لا يُعرف عن تاريخ وفاته سوى أنه كان متقدّماً في السّن عندما توفي، كان له العديد من التلاميذ، ومن أبرزهم ثيميسون اللاذقي الذي أسس المدرسة المنهجية في الطب. لُقب بالفيلسوف لدرايته بالفلسفة، كما لُقب بالصيدلي نتيجة لمعرفته بالأعشاب الطبيّة. قال أنطيوخوس العسقلاني واصفاً أسكليبياديس " لا يدانيه أحدٌ في فن الطب إضافةً إلى إلمامه بالفلسفة"

## الطب
وجّه أسكليبياديس هجومه على مذهب الأخلاط الطبّي الخاص بأبقراط، و أسس نظريته الخاصّة و التي تقول بأن المرض ليس إلا نتيجة لتقلص الجسيمات الصلبة في الجّسم أو استرخائها، وهي نظريّة مشتقة جزئيا من النظريّة الذريّة للفيلسوفين ديموقريطوس و إبيقور و التي تعود إلى القرن الخامس. كل الفعل الإمراضي تم اختزاله إلى انسداد المسام أو ارتخائها و التوزع الغير منتظم للذرات في الجسم البشري. صنف أسكليبياديس الأمراض ضمن مجموعتين كبيرتين، الأمراض الحادّة و الأمراض المزمنة. 
كنتيجة للنظرية المتبناة من قبل أسكليبياديس فقد كانت علاجاته موجّهة نحو استعادة التناغم المفقود في عملية جريان و توزّع الجسيمات، ولقد اعتمدت علاجاته عموماً، إضافةً إلى الحِميات الغذائية، على التدليك و الاستحمام و التمارين كما استخدم المقيئات و افتعال النزيف (الفصد).أحد الأسباب الكامنة وراء شعبيته كان وصفه شرب النبيذ بحريّةٍ كعلاجٍ لمرضاه، فضلاً عن اهتمامه بكافة حاجات المرضى و إرضاءه لرغباتهم. لقد آمن بأن التعامل الودي مع المرضى يمثّل حجر الأساس للنجاح المهني لأي طبيب.

## العلاج بالموسيقى
استعمل أسكليبياديس الموسيقى لعلاج المرضى العقليين وذلك من أجل الحفاظ على التّوازن النفسي، علماً بأنه لم يكن أول المستخدمين للموسيقى في العلاج. لم يكتفِ أسكليبياديس باستخدام الموسيقى لعلاج المرضى العقليين، بل أرفقها بعدّة عناصر أخرى ، ومنها، لدغات الأفاعي و العقارب. اعتقد أسكليبياديس بأن الجّزء المصاب من الجّسم سيرقص مع الموسيقى طارداً الألم من الجّسم.
يذكر بأن الكاتبين الطبّيين جالينوس و أريتايوس القبادوقي الذين عاشا في القرن الثاني, نسبا الفضل إلى أسكليبياديس في كونه أول من أجرى عمليات ثقب اختياريّة (غير إسعافية) للقصبة الهوائيّة.
دافع أسكليبياديس عن العلاج الإنسانيّ للمرضى العقليين، فقد حرّر أشخاصاً مجانين من السّجن و عالجهم علاجاً طبيعيا. تتميز تعاليمه باتفاقها الكبير مع ما هو حديث، لذلك يعدّ أسكليبياديس رائداً في مجال العلاج النفسي، فضلاً عن العلاج الفيزيائي والطب الجزيئي.

## وصلات خارجية
- أسكليبياديس البيثيني على موقع الموسوعة البريطانية (الإنجليزية)
- أسكليبياديس البيثيني على موقع إن إن دي بي (الإنجليزية)

- الموسوعة البريطانية (لغة إنكليزية)